# 浪平镇 (田林县)
浪平镇，是中华人民共和国广西壮族自治区百色市田林县下辖的一个乡镇级行政单位。

## 行政区划
浪平镇下辖以下地区：
浪平村、弄阳村、央村、塘合村、委贵村、弄陀村、西华村、小坳村、江洞村、平山村、岩龙村、坳停村、香维村、大保村、红星村、八号村、达妹村、弄鞋村、弄坝村和甲朗村。